# Копышев, Евгений Иванович
Евгений Иванович Копышев (6 ноября 1938, Калинин — 13 июня 2018, Москва) — советский военный и политический деятель, генерал-майор авиации (1990), член ЦК КПРФ.

## Биография
Родился 6 ноября 1938 года в Калинине Калининской области в рабоче-крестьянской семье. Русский.
Отец — Копышев Иван Герасимович, участник Великой Отечественной войны, пропал без вести в боях с фашистами на территории Прибалтики. Мать — Копышева (Прокофьева) Мария Васильевна, мастер-швея.
В 1956—1957 учился в 93-м Военно-Морском авиационном училище летчиков (Ленинград). В 1957—1959 — пилот-техник в Ейском военном авиационном училище (ЕВАУЛ), в 1962—1966 — лётчик-инженер в ЕВВАУЛ (окончил заочно с отличием и золотой медалью). В 1970—1975 офицер с высшим военно-политическим образованием Военно-политическую академию имени В. И. Ленина (окончил заочно с отличием и золотой медалью).
В 1959—1960 служил летчиком-инструктором учебного истребительного авиационного полка, в/ч 99707 (станица Старо-Щербиновская Краснодарского края), в 1960—1971 — летчик-инструктор, командир звена, заместитель командира АЭ по политической части учебного авиационного полка (в/ч 99707, Приморско-Ахтарск Краснодарского края). В 1971—1976 г. — заместитель командира учебного авиационного полка по политчасти (в/ч 99735, Таганрог). В 1976—1977 — заместитель командира авиационного полка истребителей-бомбардировщиков по политической части (в/ч пп 59529 16 Воздушной армии Группы советских войск в Германии). В 1977—1981 — начальник политического отдела истребительной авиационной дивизии (в/ч пп 79852 16 Воздушной армии ГСВГ). В 1981—1983 — инспектор Политуправления ВВС. В 1983—1988 — инструктор Отдела административных органов ЦК КПСС, Москва. В 1988—1990 — член Военного Совета — начальник политотдела 4 Воздушной армии Северной группы войск.
Генерал-майор авиации (1990).
В 1990—1991 работал в Государственно-правовом отделе ЦК КПСС. В 1991—1992 — в распоряжении Главкома ВВС.
С апреля 1992 — военный пенсионер.

### Политическая деятельность после 1991
Участвовал в подготовке и проведении XX конференции, XXIX съезда КПСС, XXX-XXXIV съездов Союза коммунистических партий — КПСС, делегат восстановительного и последующих съездов КПРФ.
С 27 марта 1993 года заместитель Председателя—секретарь Совета СКП-КПСС.
С апреля 2000 по декабрь 2003 — помощник депутата Государственной Думы Е. К. Лигачёва.
С 20 января 2001 года по 14 мая 2011 года первый заместитель Председателя Совета СКП-КПСС.
Член ЦК КПРФ, Председатель Комиссии ЦК КПРФ по военно-патриотической работе, Председатель ЦИК Международного Союза Советских офицеров.
Награждён орденами «За службу Родине в ВС» III и II степеней, орденом «Знак Почёта», 9 медалями Советского Союза.
Проживал в Москве. Женат, имеет сына.